# Catbalogan
Catbalogan é uma cidade de quinta classe de renda da cidade na província Samar, nas Filipinas. De acordo com o censo de 1 maio  de  2020 possui uma população de 106 440 pessoas e 23 107 domicílios.